# Zincostaurolite
La zincostaurolite è un minerale.